# Нижне-Териберская ГЭС
Нижне-Тери́берская ГЭС (также встречается написание Нижнетериберская ГЭС) — гидроэлектростанция в Мурманской области России. Расположена на реке Териберка. Является нижней ступенью каскада Териберских ГЭС.
Нижне-Териберская ГЭС образует Нижнетериберское водохранилище. ГЭС Расположена в 0,2 км от устья.

## История
Введена в эксплуатацию 27 сентября 1987. Нижне-Териберская ГЭС стала последней по времени строительства гидроэлектростанцией на Кольском полуострове. ГЭС построена по плотинно-деривационному типу. Как такового водохранилища Нижне-Териберская ГЭС не имеет и работает в режиме водотока совместно с Верхне-Териберской ГЭС. Уникальная особенность данной станции — использование в качестве нижнего бьефа Баренцева моря, в связи с чем гидротурбина адаптирована к воздействию морской воды.
Состав сооружений ГЭС:
- земляная насыпная плотина длиной 154 м и наибольшей высотой 27 м;
- водосбросная бетонная плотина длиной 13,6 м;
- водоприемник с водоводами;
- здание ГЭС;
- отводящий канал длиной 55 м.

Мощность ГЭС — 24,9 МВт, среднегодовая выработка — 54 млн кВт·ч. В здании ГЭС установлен 1 поворотно-лопастной гидроагрегат мощностью 26,5 МВт, работающий при расчетном напоре 21,4 м. Напорные сооружения ГЭС (длина напорного фронта 215 м) образуют водохранилище площадью 1,42 км², полной и полезной ёмкостью 11,2 и 3 млн м³. ГЭС осуществляет суточное регулирование стока.
С 2021 года мощность ГЭС снизилась с 26,5 МВт до 24,9 МВт.